# Охолодження
Охоло́дження — процес відведення теплоти від охолоджуваного тіла до іншого тіла (середовища), що має нижчу температуру. При охолодженні відбувається передача теплової енергії за допомогою теплового випромінювання, теплопровідності й конвекції.
Тіло, що має температуру нижчу, ніж охолоджуване середовище, називається охолоджуючим. Реалізація спеціальних фізичних процесів дозволяє знизити температуру охолоджуючого тіла, але для цього потрібна витрата енергії. Отримання низьких температур може бути досягнуто при здійсненні наступних процесів: зміні агрегатного стану робочого тіла; розширенні робочого тіла з вчиненням зовнішньої корисної роботи; дроселювання робочого тіла (ефект Джоуля — Томсона); реалізації вихрового ефекту (ефект Ранка — Хільша); термоелектричному охолодженні (ефект Пельтьє).
Охолоджувальним середовищем може бути повітря холодильної камери, холодильної шафи або охолоджувальної вітрини, продукти, напої та ін.

## Пристрої для охолодження
- Градирня
- Кондиціонер
- Чілер
- Холодильник
- Радіатор
- Рефрижератор
- Фанкойл